# El pequeño Spirou
El pequeño Spirou (en el francés original Le Petit Spirou) es una serie de historietas desarrollada por Tome y Janry y creada en 1987 basada en el personaje Spirou original de Rob-Vel.
Debido al enorme volumen de trabajo de Janry, quien debía ocuparse de Spirou y de esta, algunas de las páginas de la serie están desarrolladas por el dibujante ayudante de este, Bruno Gazzotti, quién firmaba las planchas como "Gazzo", para acreditarse como desarrollador de las mismas.

## Descripción
El pequeño Spirou son las aventuras de un joven y travieso Spirou que relata sus vivencias, tanto en el colegio como en su casa o con sus amigos. El formato que se sigue es el de historieta, con historias cortas encadenadas entre sí. Tome crea los guiones y Janry los dibuja. Está considerado como un spin-off de Spirou y Fantasio, y relata la infancia del Spirou adulto.

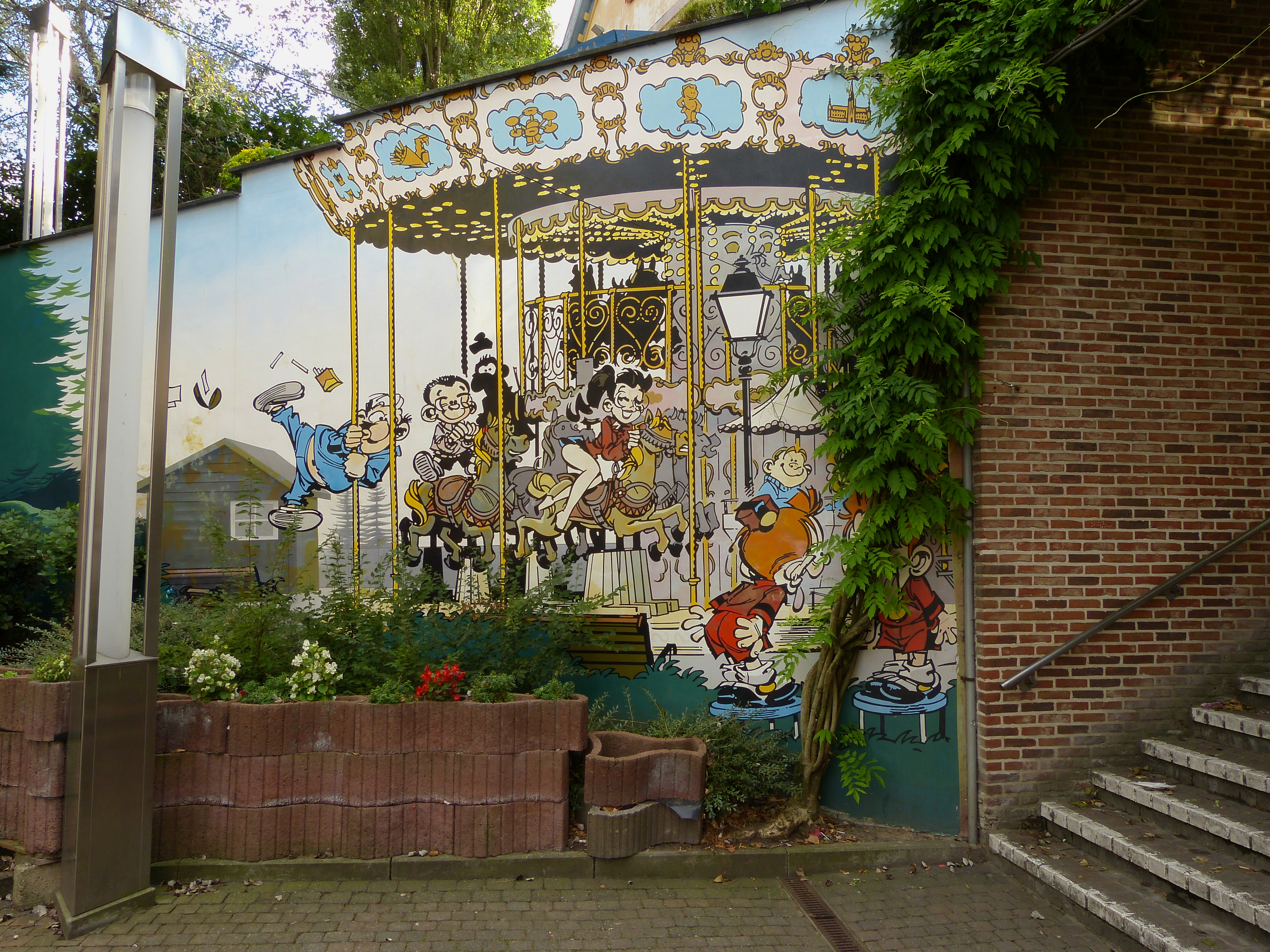
El Señor Colilla, Teleles, la Señorita Cifra, Bola de Sebo y Spirou
representados en un mural de Laeken

## Orígenes
El Pequeño Spirou surgió cuando Tome y Janry, dedicados a dibujar las aventuras de Spirou y Fantasio desde 1980 deciden crear una infancia para Spirou, la cual incluyeron en el álbum "Spirou y Fantasio 36: La infancia de Spirou". Partiendo de esa idea, deciden desarrollarla creando una serie independiente con personajes nuevos. Tras esto, ante la imposibilidad de compaginar ambas series (Spirou y " El pequeño Spirou ") , la pareja de autores decidió abandonar la serie madre y centrarse únicamente en el desarrollo de esta, ya que les permitía desarrollar desde cero todo un nuevo universo de personajes y situaciones (salvo Spirou, todos los demás personajes son de su invención). A día de hoy, Tomé y Janry continúan con la serie.

## Argumento
El pequeño Spirou cuenta las aventuras de un niño de ocho años (Spirou) y sus amigos en las calles belgas, y sus vivencias en el colegio, en su familia y la sociedad. Está desarrollada en planchas autoconclusivas, lo que permite su publicación en revistas. Sus guiones llevan un marcado carácter humorístico, al contrario que la serie madre, siendo estos en ocasiones políticamente incorrectos, con referencias (veladas y no tan veladas) a la hipocresía social (en personajes como el Abad o el profesor de gimnasia), al despertar sexual en la segunda infancia, la pornografía y al descubrimiento del mundo por parte de Spirou y su cuadrilla.

Spirou convive con sus padres (cuyo nombre nunca se menciona -se les conoce como sr y sra Spirou- ) y su abuelo materno, un anciano de mente joven, que es aliado en las travesuras del pequeño y al que este conoce como "Pepe". El niño es hijo único -Esto se supone, pues jamás se menciona hermano alguno-. Todos los miembros de la familia de Spirou (incluyendo el propio niño) visten con un traje rojo similar al de un botones de hotel.

La serie está considerada para todos los públicos, pues aunque es un producto infantil, sus veladas referencias a los temas mencionados resultan atractivos a lectores de mayor edad, capturando el espectro infantil y joven, y quizá el joven-adulto.

## Publicación
La serie se publica en revistas en forma de plancha autoconclusiva que siempre termina con un gag. Posteriormente es recopilada en álbumes. Estos álbumes suelen incluir una historia de mayor extensión (4-5 páginas), que los autores realizan ex-professo para los libros y que siempre aparece como prólogo de las planchas regulares.

## Autores
Debido al ingente volumen de trabajo de Janry, quien debía compaginar la realización de una plancha de "El pequeño Spirou" todas las semanas, con el desarrollo de las páginas del Spirou adulto, hasta el abandono de este y su amigo Tome de la serie principal, el dibujante contó con la colaboración del artista Bruno Gazzotti, quien era su ayudante. Dicho dibujante asociado se encargó del entintado de multitud de páginas así como del dibujo completo de algunas de ellas. Al contrario que Hergé, quien nunca permitió a sus colaboradores acreditar su participación en sus series, Janry permitió a Gazzotti firmar las planchas en las que había participado, bien como entintador o artista completo, por lo que, su nombre artístico -Gazzo- puede verse en algunas de ellas.
Los guiones son escritos en su totalidad por Tome.

## Personajes

### Niños
- Spirou

Es el protagonista de la serie. Un niño de ocho años, inquieto, juguetón y travieso que odia a su profesor de deportes y que disfruta con sus amigos. Va siempre vestido de botones , como toda su familia, y es pelirrojo. Es el futuro amigo de Fantasio.

- Teleles.

Antonio Vertignasse, al que todos conocen como Teleles, es el mejor amigo de Spirou y su compañero de correrías. Un niño de edad similar a Spirou, con enormes gafas y pelo espigado. Suele llevar pantalones cortos y jersey púrpura. 

- Bola de sebo.

Nicolás Ponchelot, llamado entre sus amigos "Bola de sebo", es el segundo mejor amigo de Spirou. Un niño obeso, glotón y de movimientos lentos.
- Blancaflor.

Llamada realmente Susana Bombón, es la hija del pastelero del pueblo y la novia de Spirou. Blancaflor es una niña de ocho años y de pelo rubio. Este personaje fue rediseñado en los últimos números de la serie, al igual que Cassius. En las primeras planchas, Blancaflor vestía un vestido azul floreado y recogía su melena en dos coletitas que le daban un aspecto inocente. Sin embargo, en las planchas finales, Blancaflor viste con una camiseta azul y unos pantalones negros, recogiendo su melena en una cola de caballo. 

- Cassius.

Cipriano Futu, al que todos conocen como Cassius (en referencia al boxeador Cassius Clay) es otro de los miembros de la cuadrilla de Spirou, y el único de todos ellos de raza negra. Cassius procede de algún país africano cuyo nombre no se menciona, aunque se ha criado en Europa. Durante el transcurso de la serie, el aspecto de Cassius fue rediseñado por Janry (al igual que Blancaflor). Al inicio de la misma, Cassius iba vestido con tejanos y un jersey amarillo, pero, en las planchas finales, Cassius viste con un gorro de la cultura Rastafari, y un cabello de esta misma cultura.
- Miermana (Feliciano/Jean-Henry)

Miermana es un niño atolondrado y distraído, en ocasiones objeto de las bromas de los chicos protagonistas. Físicamente es un niño flaco y con el pelo espigado, con mirada siempre distraída, como en otro mundo. 

- Andrés Bautista Padredesconocídez.

Compañero de clase de la cuadrilla, Andrés Bautista guarda un más que notable parecido físico con el abad Langelus, por lo que se sospecha que podría ser hijo de este, aunque, claro, ni se confirma ni se desmiente.

### Adultos (Familia Spirou)
- Señora Spirou

Es la madre de Spirou. De nombre desconocido, es una mujer joven y de cierto atractivo físico. Al igual que todos los miembros de la familia, la señora Spirou viste con traje de botones rojo, en este caso terminado en falda, y es pelirroja. Ms Spirou se comporta como una madre al uso con su hijo. Teóricamente, trabaja como botones, al igual que su marido, pero durante la serie se la ve más como ama de casa.
- Señor Spirou

Es el padre de Spirou, aunque apenas sale en la serie. Los autores bromean ocultando siempre su cara. Físicamente, recuerda mucho al Spirou adulto de "Spirou y Fantasio". Se supone que trabaja como botones en algún hotel, siendo este el sustento de la familia.
- El abuelo

Conocido como Pepe por Spirou, es el abuelo materno del niño. Un anciano de mente joven que es el principal aliado del pequeño en sus travesuras. Es magnánimo con el pequeño y tiene una relación con Gurmandina, una anciana juvenil, como él.Es delgado y alto y suele fumar en pipa.
- Leontina Calot

Es la abuela paterna de Spirou. Una mujer de aspecto desagradable, con gafas puntiagudas y el sempiterno traje de botones inherente a los Spirou. Calot es una anciana malhumorada y desagradable, muy diferente a Pepe, incluso físicamente, siendo esta obesa mórbida. Este personaje apareció en los números finales de la serie.

### Adultos (Escuela)
- Señorita Cifra. (Claudia)

Es la profesora de cálculo de los niños. Una auténtica bomba sexual, de la que todos los peques están platónicamente enamorados. Claudia Cifra es una joven de unos veintitantos años, físicamente muy atractiva, con una melena azabache que recoge en una cola de caballo, y unas enormes gafotas redondas. Cifra suele vestir con minifaldas y blusas y pendientes de aro. Aunque  sus alumnos están secreta (y platónicamente, obvio) enamorados de ella, la muchacha mantiene una relación con un hombre mayor que ella, Melchor Derrodillas.
- El señor Colilla. (Deseado)

Es el profesor de deportes de los chicos, y  un ejemplo negativo para ellos. Fumador empedernido, Deseado Colilla es un gran consumidor de alcohol y un completo y total fracaso, tanto como profesor como persona. Chaparro y bajito, es un hombre de aspecto muy desagradable, calvo y con bigote, y siempre vestido con chándal. Odia a los niños y los niños le odian a él, y siempre fracasa en sus intentos por entablar relaciones con mujeres.
- El abad Langelus. (Jacinto)

Es el cura y líder espiritual del colegio. Un hombre chapado a la antigua y muy conservador, frecuente blanco de las bromas de los peques, a quienes impone después duros castigos. Es un hombre alto, de edad avanzada, vestido con una sotana de color negro y un gorro de ala ancha del mismo color, típico de la antigua vida clerical. En los mentideros se especula con que es el padre biólogico de Andrés Bautista Padredesconocidez, dado su enorme parecido físico, pero no existen pruebas fehacientes del hecho, y él nunca lo ha confirmado.
- Melchior Derrodillas, el enigmático novio de Claudia.
- Gurmandina, la novia del abuelo.
- Marcial Deltoides, inspector de las clases de gimnasia.
- Jennifer, la profe de natación.
- Brutus, el perro de Colilla.
- Vejiga/Vessie, el perro de Blancaflor y Spirou.
- Señor Truinas/Ponque/Sacarra/Caracoll, profe.
- Doctor Zglörtz, psicólogo de Spirou.

## Álbumes publicados
En España se han publicado 18 álbumes (2020) y varias compilaciones temáticas de páginas ya publicadas en la serie regular, existiendo en el mercado francófono también 18 títulos y un especial. Los títulos publicados, de la mano de Ediciones B (los 6 primeros) y Ediciones Kraken, son los siguientes:

### Álbumes ED. Kraken
- 01. ¡Di buenos días a la señora!
- 02. ¿Te ayudo con mi dedo?
- 03. Pero, ¿qué estás haciendo? (Jugando a médicos y enfermeras)
- 04. ¡Es por tu bien, cariño!
- 05. Gracias, ¿de qué?
- 06. ¡No olvides tu capucha!
- 07. ¡Pregúntale a tu padre!
- 08. ¡Tienes que aguantarte!
- 09. ¡Eso no es para tu edad!
- 10. Lo comprenderás ¡Cuando seas mayor!
- 11. ¡Jamás serás grande!
- 12. ¡Te parecerá bonito!
- 13. ¡Felices sueños!
- 14. ¡Te lo mereces!
- 15. ¡Ponte recto!
- 16. ¡Cómo te pasas!
- 17. ¡Todos te miran!
- 18. ¡La verdad sobre todo!

### Álbumes en francés
- 1 Dis bonjour à la dame!, Dupuis, 1990
- 2 Tu veux mon doigt?, Dupuis, 1991
- 3 Mais qu'est-ce que tu fabriques?, Dupuis, 1992
- 4 C'est pour ton bien!, Dupuis, 1994
- 5 "Merci" qui?, Dupuis, 1994
- 6 N'oublie pas ta capuche!, Dupuis, 1996
- 7 Demande à ton père!, Dupuis, 1997
- 8 T'as qu'à t'retenir!, Dupuis, 1999
- 9 C'est pas de ton âge!, Dupuis, 2000
- 10 Tu comprendras quand tu s'ras grand!, Dupuis, 2001
- 11 Tu ne s'ras jamais grand!, Dupuis, 2003
- 12 C'est du joli!, Dupuis, 2005
- 13 Fais de beaux rêves, Dupuis, 2007
- 14 Bien fait pour toi!, Dupuis, 2009
- 15 Tiens-toi droit!, Dupuis, 2010
- 16 T'es gonflé!, Dupuis, 2012
- 17 Tout le monde te regarde!, Dupuis, 2015
- 18 La Vérité sur tout!, Dupuis, 2019
- Hors-série. Sans interdits depuis toujours!, Dupuis, 2015

### Otras ediciones
Por otro lado, sus historietas aparecieron publicadas durante varios años en la revista juvenil el Pequeño País.

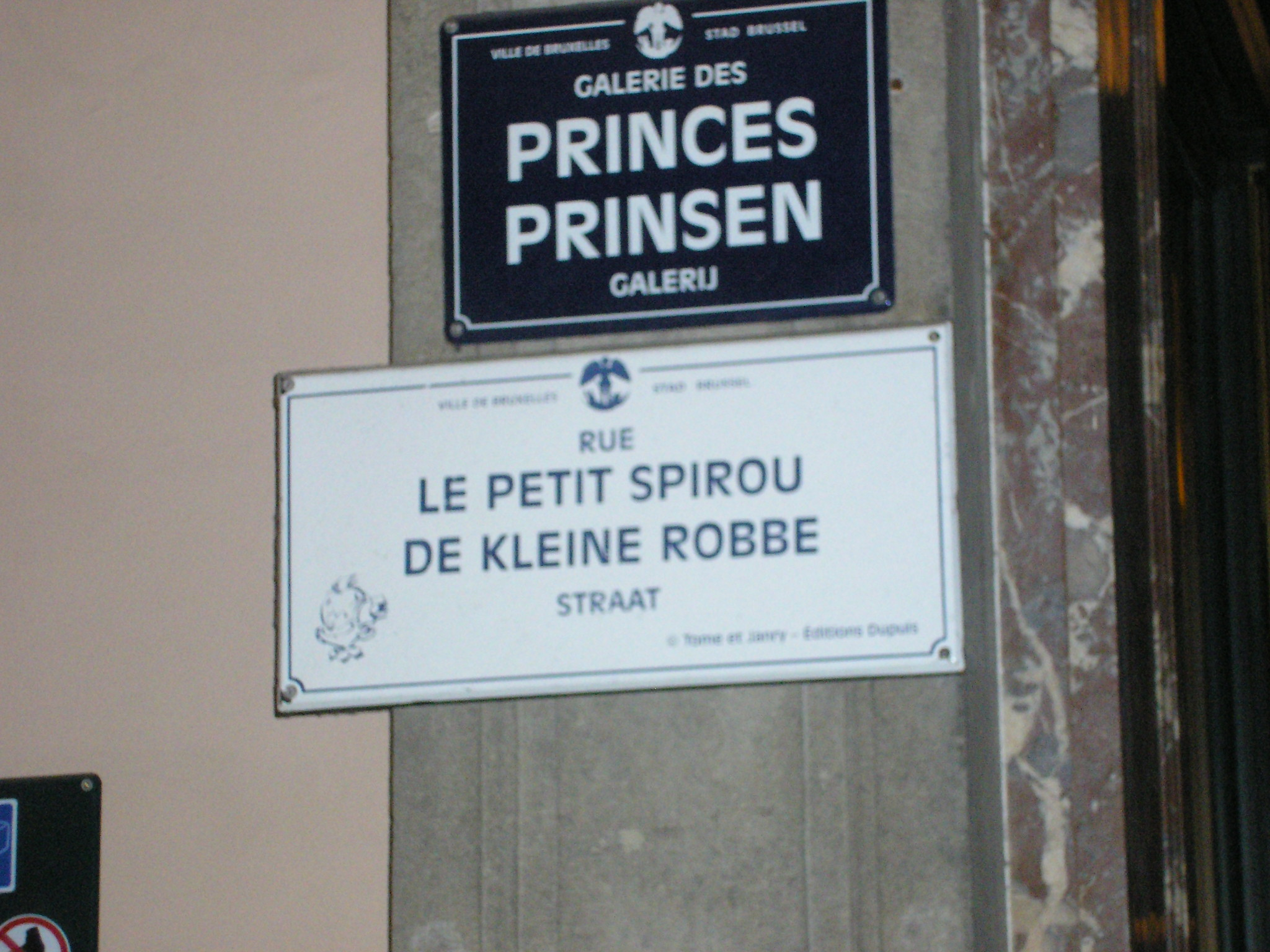
Cartel en Bruselas de la calle del Pequeño Spirou (en francés y en neerlandés)

## Premios y candidaturas
- Mejor Álbum de Humor y Mejor Álbum Juvenil (Salón del cómic de Angouleme), 1992.
- Candiadato a Mejor álbum juvenil (Salón del cómic de Angouleme) 1998.